# Hystrichopogon hirticeps
Hystrichopogon hirticeps är en tvåvingeart som beskrevs av Hermann 1906. Hystrichopogon hirticeps ingår i släktet Hystrichopogon och familjen rovflugor. Inga underarter finns listade i Catalogue of Life.